# Баллард (округ)
Ба́ллард (англ. Ballard County) — округ в штате Кентукки, США. Официально образован в 1842 году. По состоянию на 2010 год, численность населения составляла 8249 человек.

## География
По данным Бюро переписи США, общая площадь округа равняется 709,661 км2, из которых 639,731 км2 суша и 69,930 км2 или 9,900 % это водоёмы.

## Население
По данным переписи населения 2000 года в округе проживает 8 286 жителей в составе 3 395 домашних хозяйств и 2 413 семей. Плотность населения составляет 13,00 человек на км2. На территории округа насчитывается 3 837 жилых строений, при плотности застройки около 5,80-ти строений на км2. Расовый состав населения: белые — 95,32 %, афроамериканцы — 2,87 %, коренные американцы (индейцы) — 0,08 %, азиаты — 0,18 %, гавайцы — 0,02 %, представители других рас — 0,08 %, представители двух или более рас — 1,44 %. Испаноязычные составляли 0,63 % населения независимо от расы.
В составе 30,70 % из общего числа домашних хозяйств проживают дети в возрасте до 18 лет, 59,60 % домашних хозяйств представляют собой супружеские пары проживающие вместе, 8,00 % домашних хозяйств представляют собой одиноких женщин без супруга, 28,90 % домашних хозяйств не имеют отношения к семьям, 25,80 % домашних хозяйств состоят из одного человека, 12,70 % домашних хозяйств состоят из престарелых (65 лет и старше), проживающих в одиночестве. Средний размер домашнего хозяйства составляет 2,39 человека, и средний размер семьи 2,85 человека.
Возрастной состав округа: 23,10 % моложе 18 лет, 7,60 % от 18 до 24, 27,70 % от 25 до 44, 25,40 % от 45 до 64 и 25,40 % от 65 и старше. Средний возраст жителя округа 40 лет. На каждые 100 женщин приходится 97,50 мужчин. На каждые 100 женщин старше 18 лет приходится 94,00 мужчин.
Средний доход на домохозяйство в округе составлял 32 130 USD, на семью — 41 386 USD. Среднестатистический заработок мужчины был 32 345 USD против 20 902 USD для женщины. Доход на душу населения составлял 19 035 USD. Около 10,70 % семей и 13,60 % общего населения находились ниже черты бедности, в том числе — 19,30 % молодёжи (тех, кому ещё не исполнилось 18 лет) и 15,40 % тех, кому было уже больше 65 лет.